# NGC 4428-2
NGC 4428-2 is een spiraalvormig sterrenstelsel in het sterrenbeeld Maagd. Het hemelobject werd op 16 maart 1828 ontdekt door de Britse astronoom John Herschel.

## Synoniemen
- MCG -1-32-12